# Doctor Fuentes (manzana)
Doctor Fuentes es el nombre de una variedad cultivar de manzano (Malus domestica). Esta manzana está cultivada en la colección de la Estación Experimental Aula Dei (Zaragoza). Es originaria de la Comunidad autónoma de Aragón, actualmente ha decaído su cultivo de interés comercial, en detrimento del cultivo de variedades selectas foráneas.

## Sinónimos
- "Manzana Doctor Fuentes".[5]

## Historia
'Doctor Fuentes' es de origen desconocido, se la considera autóctona de la comunidad autónoma de Aragón.
'Doctor Fuentes' está considerada incluida en las variedades locales autóctonas muy antiguas, cuyo cultivo se centraba en comarcas muy definidas. Se caracterizaban por su buena adaptación a sus ecosistemas y podrían tener interés genético en virtud de su adaptación. Se encontraban diseminadas por todas las regiones fruteras españolas, aunque eran especialmente frecuentes en la España húmeda. Estas se podían clasificar en dos subgrupos: de mesa y de sidra (aunque algunas tenían aptitud mixta).
'Doctor Fuentes' es una variedad clasificada como de mesa; difundido su cultivo en el pasado por los viveros comerciales y cuyo cultivo en la actualidad se ha reducido a huertos familiares y jardines privados.

## Características
El manzano de la variedad 'Doctor Fuentes' tiene un vigor medio; tubo del cáliz cónico, corto, en forma de embudo con tubo estrecho, y con los estambres situados en su base, rara vez en su mitad.
La variedad de manzana 'Doctor Fuentes' tiene un fruto de tamaño medianamente grande; forma redondeada o esfero-cónica y globosa, a veces rebajada de un lado y con frecuencia levemente acostillada, con contorno regular o asimétrico; piel fina, lisa, excesivamente untuosa; con color de fondo amarillo, importancia del sobre color ausente, acusa punteado abundante y poco perceptible, aisladamente aparece alguno ruginoso, también algunos frutos presentan una raya ruginosa que parte de la cavidad del pedúnculo y se pierde sobre la mitad del fruto, y con una sensibilidad al "russeting" (pardeamiento áspero superficial que presentan algunas variedades) débil; pedúnculo corto, fino y ensanchado en su extremo saliente, anchura de la cavidad peduncular amplia, profundidad cavidad pedúncular profunda, fondo con suave chapa ruginosa más o menos extensa, bordes lisos o levemente ondulados, y con una importancia del "russeting" en cavidad peduncular débil; anchura de la cavidad calicina relativamente medio ancha, profundidad de la cavidad calicina poco profunda, lisa o con unos casi imperceptibles relieves, bordes ondulados finamente y en algunos marcando cinco vistosos mamelones, y con importancia del "russeting" en cavidad calicina débil; ojo de tamaño medio a grande, cerrado o entreabierto; sépalos fuertes, compactos en su base, anchos, con las puntas vueltas.
Carne de color amarilla con fibras verdosas; textura crujiente, jugosa, aunque suele volverse harinosa; sabor acidulado y agradable; corazón bulbiforme, centrado; eje entreabierto; celdas arriñonadas, planas y cartilaginosas; semillas grandes y frecuentemente abortadas.
La manzana 'Doctor Fuentes' tiene una época de maduración y recolección tardía, se lleva a cabo en invierno. Se usa como manzana de mesa fresca.